# Pestsäule Stockerau

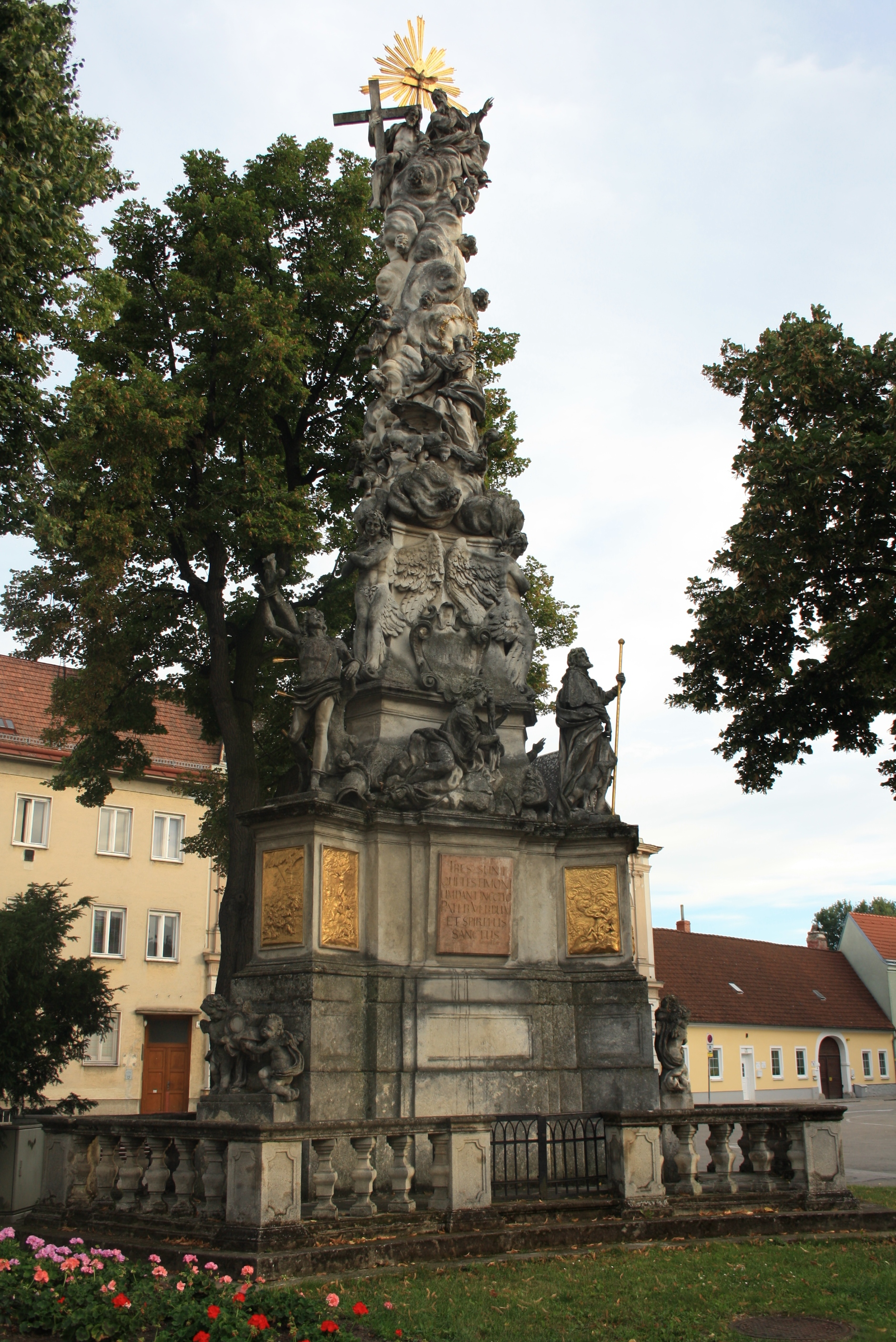
Pestsäule in Stockerau

Die Pestsäule (auch: Dreifaltigkeitssäule) in der Stadtgemeinde Stockerau in Niederösterreich wurde zwischen 1713 und 1718 errichtet. Sie steht auf dem Rathausplatz und steht unter Denkmalschutz.
Die Pestsäule wurde laut Urkunde zwischen 1713 und 1716 von Johann Stanetti errichtet. Die Säule beherrscht durch ihre zentrale Lage den Rathausplatz. Sie ist von einer Balustrade umgeben und besteht aus einer Säule, die auf einem hohen, dreiseitigen Unterbau steht. An der Säule sind vergoldete Reliefs mit Szenen aus dem Leben Christi mit alttestamentlichen typologischen Entsprechungen. An den Kanten ist die Säule mit Putti mit Sternen verziert. Auf Postamenten stehen Statuen der Heiligen Rochus, Sebastian und Koloman. Dazwischen befinden sich kniende Figuren der Heiligen Franz von Assisi, Karl Borromäus und Rosalia, Die Spitze der Dreifaltigkeitssäule bildet eine von Engelkaryatiden getragener Wolkenobelisk mit Maria Immaculata und Putten sowie eine bekrönende Dreifaltigkeitsgruppe.